# 二十四番札所堂ノ作観音
二十四番札所堂ノ作観音（にじゅうよんばんふだしょどうのさくかんのん）は、福島県いわき市平上片寄字堂ノ作に所在する観音堂である。本尊は聖観世音菩薩と伝えられているが文殊菩薩と良く似ている。石森山の東側に位置し、二十三番札所石森観音、二十五番札所青滝観音と同一の木にて作られたと伝えられる。近くには八坂神社がある。

## 歴史
- 大同年間に僧徳一により上片寄地内の鍋石に創建されたといわれる。
- その後火災に遭い、現在地に移された。

### 境内
- 大日堂 - 行屋（ぎょうや）と呼ばれる。
- 十九夜尊 - 文化七年二月十九日女人講中の記録がある。
- 地蔵尊 - 安政七年三月二十三日女人講中の記録がある。
- 馬頭観音

### 季節
- 1月1日 - 元朝参り（がんちょうまいり）：元朝に鏡餅・榊・男松・酒を供え、1年の無事を祈る。
- 旧1月1日に近い日 - 旧正月のため、元朝参りと同じことを行う時もある。
- 8月16日 - 夏の祭典：獅子舞（上片寄）・笠踊り・その他行われる。
- 11月 - 幣束祭（へいそくさい）：別名氏神祭。赤飯・塩・鰹節・酒・榊を供える。

### アクセス
- 新常磐交通：いわき駅から昌平中高前行に乗り上片寄公民館にて下車。そこより徒歩5分。